# Milícias palestinas na Cisjordânia
Uma variedade de milícias palestinas locais foram formadas na Cisjordânia para lutar contra Israel, que ocupa a região desde 1967. Essas milícias assumiram papéis principalmente defensivos, combatendo as Forças de Defesa de Israel durante seus ataques aos enclaves palestinos da Cisjordânia, enquanto também conduziam ocasionalmente operações ofensivas contra postos militares, postos de controle e assentamentos israelenses.

## Estrutura e características
Embora algumas das milícias da Cisjordânia funcionem de forma independente (como a Cova dos Leões), a maioria opera de forma semiautônoma sob as organizações militantes palestinas existentes – nomeadamente a Jihad Islâmica Palestina (JIP), as Brigadas dos Mártires de Al-Aqsa e o Hamas.  Normalmente, as milícias se autodenominam "brigadas" ou "batalhões", como no caso das Brigadas de Jenin e da Brigada de Tulkarm, que também foram chamadas de Batalhão de Jenin e Batalhão de Tulkarm, respectivamente.
Os grupos semiautônomos são "multifaccionais", compartilhados simultaneamente entre as três facções. Por exemplo, as Brigadas de Jenin começaram inicialmente como o ramo de Jenin das Brigadas Al-Quds, o braço armado da JIP, mas logo evoluíram para abranger militantes de várias facções; o objetivo imediato de se defender contra ataques das Forças de Defesa de Israel teve prioridade sobre qualquer ideologia. No entanto, a JIP continua a ser a facção mais popular na Cisjordânia, e ostenta um maior número de brigadas/batalhões em comparação com as Brigadas dos Mártires de Al-Aqsa ou o Hamas. As outras organizações militantes palestinas proeminentes - a Frente Popular para a Libertação da Palestina, a Frente Democrática para a Libertação da Palestina, os Comitês de Resistência Popular e o Movimento Mujahideen Palestino - não têm formalmente quaisquer filiais na Cisjordânia, mas ainda assim realizaram alguns ataques na região.
A natureza "hiperlocalizada" das milícias da Cisjordânia é um afastamento significativo do modelo tradicional e centralizado de resistência palestina contra Israel, consistindo em partidos políticos e suas alas armadas, que empreenderam operações militantes para apoiar os objetivos políticos de seus respectivos partidos.
As milícias recebem amplo apoio popular dos palestinos locais. Exercem controle de facto sobre o campo de refugiados de Jenin, o campo de refugiados de Tulkarm e o campo de refugiados de Nablus, mas estão presentes em toda a Cisjordânia.

## Histórico, causas e disseminação
Após a Segunda Intifada (2000–2005) e o declínio resultante das facções militantes tradicionais palestinas sob a pressão do Shin Bet, modelos mais descentralizados de militância envolvendo pequenas células armadas e facções dissidentes começaram a surgir. Em comparação com a Segunda Intifada, menos violência militante ocorreu na Cisjordânia nos anos seguintes, eliminada por Israel e pela Autoridade Palestina (AP) autônoma sob Mahmoud Abbas.
As milícias locais propriamente ditas na região começaram a surgir em 2021–2022. Vários fatores impulsionaram isso:
- Os despejos de Sheikh Jarrah em Jerusalém Oriental em 2021 e a crise Israel-Palestina em 2021,[8] e a ira popular pela inação da Autoridade Palestina durante estes eventos[1]
- O início da "Operação Quebrar a Onda" israelense em março de 2022, envolvendo mais de 2.000 ataques das Forças de Defesa de Israel na Cisjordânia e matando mais de 200 pessoas[5]
- O aumento da violência dos colonos israelenses[5]
- A eleição israelense de novembro de 2022, que retornou Benjamin Netanyahu ao poder como primeiro-ministro de Israel e como chefe de um governo de extrema direita (descrito como o mais de direita na história israelense[9][10][11][12]), que supervisionou uma escalada nas incursões à Cisjordânia[5]
- O descontentamento contínuo em massa com a fraqueza geral e cumplicidade da Autoridade Palestina na ocupação israelense[5][13]

Como resultado, muitos jovens palestinos na Cisjordânia começaram a pegar em armas, com o objetivo de defender suas comunidades. Entre 2021 e 2022, várias novas milícias na região foram formadas, incluindo as Brigadas de Jenin, a Brigada de Tulkarm, a Brigada de Nablus, a Brigada de Tubas e a Cova dos Leões.

## Conflito com Israel
Os combates entre as milícias e as Forças de Defesa de Israel são frequentes, a um ritmo que só aumentou desde o início da Guerra Israel-Hamas em 7 de outubro de 2023. Mesmo antes do início da guerra, a "violência política" na Cisjordânia aumentou em 50% entre outubro de 2022 e setembro de 2023, com batalhas notáveis como a incursão em Jenin em julho de 2023.
As incursões quase diárias das Forças de Defesa de Israel foram descritas como transformando a Cisjordânia em uma "zona de guerra" e consistem em manobras aéreas e terrestres contra alvos militantes que frequentemente deixam civis presos no meio. Os militantes na Cisjordânia, no entanto, dizem que a guerra entre Israel e o Hamas só lhes deu mais ímpeto e encorajamento, e Israel não foi capaz de degradar significativamente as capacidades das milícias. A situação foi descrita como "um caso clássico de insurgência", onde "uma resistência local entrincheirada aproveita o seu conhecimento íntimo da geografia do campo, o forte apoio da comunidade e as táticas adatativas para combater um adversário militar convencionalmente mais poderoso".
Em 28 de agosto de 2024, Israel lançou a "Operação Acampamentos de Verão", uma operação militar em grande escala na Cisjordânia contra as milícias. É a maior operação militar de Israel na região em mais de 20 anos desde sua Operação Escudo Defensivo em 2002. O ministro das Relações Exteriores israelense, Israel Katz, declarou que a operação é uma "guerra completa" focada em acabar com "infraestruturas terroristas", acusando o Irã de tentar estabelecer uma "frente terrorista oriental" contra Israel na Cisjordânia, financiando e armando as milícias.
Alguns militantes da Cisjordânia também lançaram ataques dentro de Israel.

## Conflito com a Autoridade Palestina
As milícias da Cisjordânia também se envolveram em conflito com a Autoridade Palestina, que governa os enclaves palestinos de forma autônoma sob a ocupação israelense.
A Autoridade Palestina, que sofre de uma "crise de legitimidade", é amplamente percebida como apenas mais um braço da ocupação israelense pela maioria dos palestinos. Possui um interesse compartilhado com Israel em suprimir a militância,  e a cooperação entre as forças de segurança da Autoridade Palestina e as Forças de Defesa de Israel reflete-se pelo fato de que as primeiras simplesmente permaneceram em seus quartéis durante as incursões israelenses  e interferiram ativamente nas defesas dos militantes contra esses ataques.

## Nota
- Este artigo foi inicialmente traduzido, total ou parcialmente, do artigo da Wikipédia em inglês cujo título é «Palestinian militias in the West Bank».